# 秋元才加のWeekly Japan!!
『秋元才加のWeekly Japan!!』（あきもとさやかのウィークリージャパン!!）はTOKYO FM制作の政府広報番組。2016年4月2日放送開始。

## 概要
これまで、AMラジオのニッポン放送他で放送されていた『なるほど!!ニッポン情報局』の役割を引き継ぐ、新しい政府広報番組。TOKYO FM制作の政府広報番組は『Weekly ニッポン!!』以来2年ぶりで、総ネット局数・聴けるエリアも再び広がった。
この番組は、元AKB48の秋元才加が政府広報番組のパーソナリティを務めるもので、生活情報と日本政府の取り組みを紹介して、テーマに関するゲストを迎えてトーク形式によって、リスナーに対して、「必要な情報」を届ける。
2018年4月7日の放送よりタレントのJOYがパーソナリティに加わり、番組名を『秋元才加とJOYのWeekly Japan!!』に改めている。
2020年3月28日（一部ネット局はおよび3月29日）の放送をもって終了。同年4月より政府広報番組は文化放送制作の『柴田阿弥とオテンキのりのジャパン5.0』に移行する。

## ネット局
それぞれ放送時間の早い順から記載。★印は2020年3月現在、「radiko」（プレミアム含む）で聴取可能な放送局。
| 放送対象地域   | 放送局名                                     | 放送時間               | 備考   |
| -------------- | -------------------------------------------- | ---------------------- | ------ |
| 東京都         | エフエム東京（TOKYO FM）★                    | 毎週土曜 11:00 - 11:25 | 製作局 |
| 山形県         | エフエム山形（Rhythm Station）               | 毎週土曜 7:00 - 7:25   |        |
| 新潟県         | エフエムラジオ新潟（FM-NIIGATA）★            | 毎週土曜 7:00 - 7:25   |        |
| 富山県         | 富山エフエム放送（FMとやま）★                | 毎週土曜 7:00 - 7:25   |        |
| 広島県         | 広島エフエム放送（HFM）★                     | 毎週土曜 7:00 - 7:25   |        |
| 高知県         | エフエム高知（Hi-Six）★                      | 毎週土曜 7:00 - 7:25   |        |
| 宮城県         | エフエム仙台（Date fm）★                     | 毎週土曜 8:00 - 8:25   |        |
| 徳島県         | エフエム徳島（FM TOKUSHIMA）                 | 毎週土曜 8:00 - 8:25   |        |
| 兵庫県         | 兵庫エフエム放送（Kiss FM KOBE）★            | 毎週土曜 8:30 - 8:55   |        |
| 福岡県         | エフエム福岡（FM FUKUOKA）★                  | 毎週土曜 8:30 - 8:55   |        |
| 大分県         | エフエム大分（Air-Radio FM88）★              | 毎週土曜 8:30 - 8:55   |        |
| 島根県・鳥取県 | エフエム山陰（V-air）                        | 毎週土曜 9:00 - 9:25   |        |
| 香川県         | エフエム香川（FM香川）★                      | 毎週土曜 9:00 - 9:25   |        |
| 宮崎県         | エフエム宮崎（JOY FM）                       | 毎週土曜 9:00 - 9:25   |        |
| 栃木県         | エフエム栃木（RADIO BERRY）★                 | 毎週土曜 9:30 - 9:55   |        |
| 北海道         | エフエム北海道（AIR-G'）★                    | 毎週土曜 18:00 - 18:25 |        |
| 群馬県         | エフエム群馬（FM GUNMA）★                    | 毎週土曜 18:00 - 18:25 |        |
| 愛知県         | エフエム愛知（FM AICHI）★                    | 毎週土曜 18:00 - 18:25 |        |
| 岩手県         | エフエム岩手（FM IWATE）★                    | 毎週土曜 19:30 - 19:55 |        |
| 静岡県         | 静岡エフエム放送（K-mix）★                   | 毎週土曜 19:30 - 19:55 |        |
| 三重県         | 三重エフエム放送（レディオキューブ FM三重）★ | 毎週日曜 7:00 - 7:25   |        |
| 岐阜県         | エフエム岐阜（FM GIFU）★                     | 毎週日曜 7:30 - 7:55   |        |
| 福井県         | 福井エフエム放送（FM FUKUI）★                | 毎週日曜 8:00 - 8:25   |        |
| 佐賀県         | エフエム佐賀（FMS）                          | 毎週日曜 8:00 - 8:25   |        |
| 沖縄県         | エフエム沖縄（FM沖縄）★                      | 毎週日曜 8:00 - 8:25   |        |
| 青森県         | エフエム青森（AFB）★                         | 毎週日曜 8:30 - 8:55   |        |
| 秋田県         | エフエム秋田（AFM）                          | 毎週日曜 8:30 - 8:55   |        |
| 石川県         | エフエム石川（HELLO FIVE）★                  | 毎週日曜 8:30 - 8:55   |        |
| 長野県         | 長野エフエム放送（FM長野）★                  | 毎週日曜 8:30 - 8:55   |        |
| 滋賀県         | エフエム滋賀（e-radio）★                     | 毎週日曜 8:30 - 8:55   |        |
| 岡山県         | 岡山エフエム放送（FM OKAYAMA）               | 毎週日曜 8:30 - 8:55   |        |
| 長崎県         | エフエム長崎（FM Nagasaki）★                 | 毎週日曜 8:30 - 8:55   |        |
| 大阪府         | エフエム大阪（FM OH!）★                      | 毎週日曜 9:30 - 9:55   |        |
| 山口県         | エフエム山口（FMY）★                         | 毎週日曜 9:30 - 9:55   |        |
| 愛媛県         | エフエム愛媛（JOEU-FM）★                     | 毎週日曜 9:30 - 9:55   |        |
| 鹿児島県       | エフエム鹿児島（μFM）★                       | 毎週日曜 9:30 - 9:55   |        |
| 福島県         | エフエム福島（ふくしまFM）★                  | 毎週日曜 18:00 - 18:25 |        |
| 熊本県         | エフエム熊本（FMK）★                         | 毎週日曜 18:00 - 18:25 |        |